# Avatar, the Last Airbender: The Reckoning of Roku
The Reckoning of Roku ou Chronicles of the Avatar Book 5 é um romance publicado em 2024 pelo autor Randy Ribay pela editora norte-americana Amulet Books. É baseado na série animada de televisão Avatar: The Last Airbender e o quinto livro da série Chronicles of the Avatar.

## Sinopse
Roku nunca esperou ser o Avatar. Até mesmo seu melhor amigo, o Príncipe Herdeiro Sozin da Nação do Fogo, duvida da exatidão do anúncio dos Sábios do Fogo. Afinal, Sozin é o dominador de fogo mais forte de sua geração, enquanto Roku luta para compreender os princípios básicos de dobra de ar – mesmo depois de meses de treinamento com a irmã Disha, sua mestre em dobra de ar.
Quando Sozin solicita a ajuda do novo Avatar para impedir que o Reino da Terra reivindique uma ilha remota da Nação do Fogo, não surpreende Roku que a Irmã Disha o aconselhe a recusar. Convencido de que a expansão agressiva do território do Rei da Terra aponta para uma agenda mais insidiosa, Roku foge com a ajuda de um jovem e irritante Mestre do Ar chamado Gyatso. À medida que os relutantes companheiros se aprofundam na sua missão rebelde, eles percebem que a ilha envolta em nevoeiro guarda um segredo que pode levar à catástrofe nas mãos erradas.
Atormentado por dúvidas, mas ansioso para enfrentar os perigos futuros, o Avatar Roku deve aprender onde depositar sua confiança e o que significa ser um espírito de nenhuma nação. . . mesmo que a lição tenha um grande custo pessoal.

## Produção
O livro foi anunciado em 2023, sendo o primeiro da série a não ser escrito por F.C Yee, que é sucedido por Randy Ribay. O romance possui 368 páginas e foi lançado em 23 de julho de 2024. A arte de capa é assinada pela artista Velinxi